# Clydonodozus pallidistigma
Clydonodozus pallidistigma is een tweevleugelige uit de familie steltmuggen (Limoniidae). De soort komt voor in het Afrotropisch gebied.